# 잔 드 플랑드르 여백작

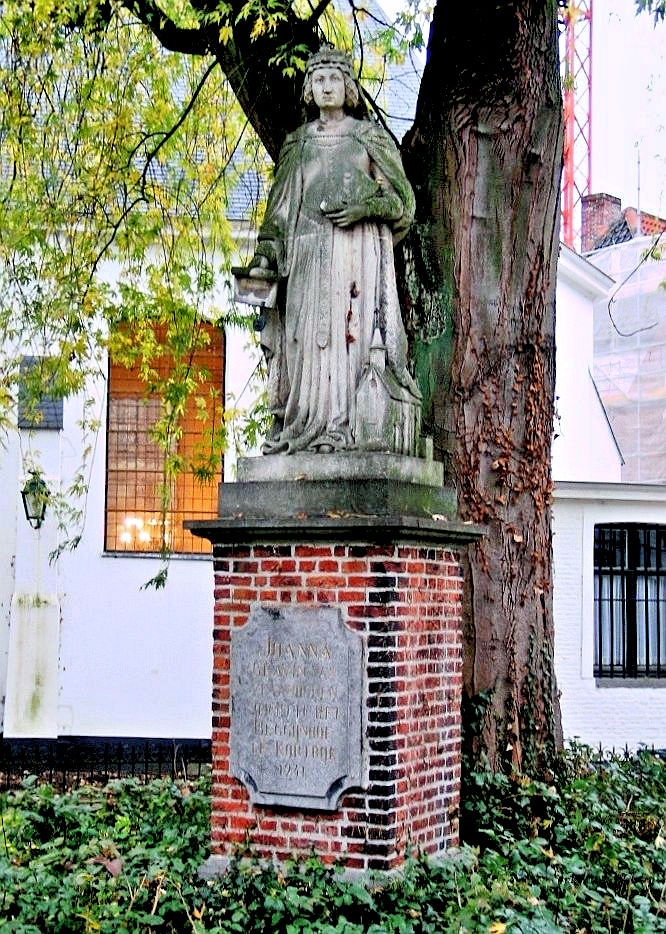
잔 드 콘스탄티노플

잔 드 플랑드르(Jeanne de Flandre)은 플랑드르와 에노 백국의 여백작이다. 잔 드 에노(Jeanne de Hainaut), 잔 드 콘스탄티노플(Jeanne de Constantinople)로도 불린다. 보두앵 6세 드 에노와 마리 드 샹파뉴의 장녀로 태어났다.
제4차 십자군 중에 라틴 황제였던 부황의 사망으로 고아가 된 잔은 프랑스 국왕 필리프 2세의 후원으로 파리에서 자랐다.